# Симфонія № 5 (Малер)
Симфонія № 5, до-дієз мінор — симфонія Густава Малера, написана у 1901–1902 роках. Найвідоміша симфонія Малера; особливо популярні траурне соло труби, що відкриває симфонію, та фа мажорне Adagietto. Вперше прозвучала 18 жовтня 1904 року у Кельні.
Симфонія складається з п'яти частин:
1. Trauermarsch (Траурний марш) (до-дієз мінор)
2. Stürmisch bewegt, mit größter Vehemenz (У бурхливому, стрімкому русі) (ля мінор)
3. Scherzo (ре мажор)
4. Adagietto (фа мажор)
5. Rondo-Finale (ре мажор)

Сукупна тривалість твору — близько 70 хвилин. Написана для великого симфонічного оркестру, потрійний склад дерев'яних (4 флейти).